# 3D Express Coach

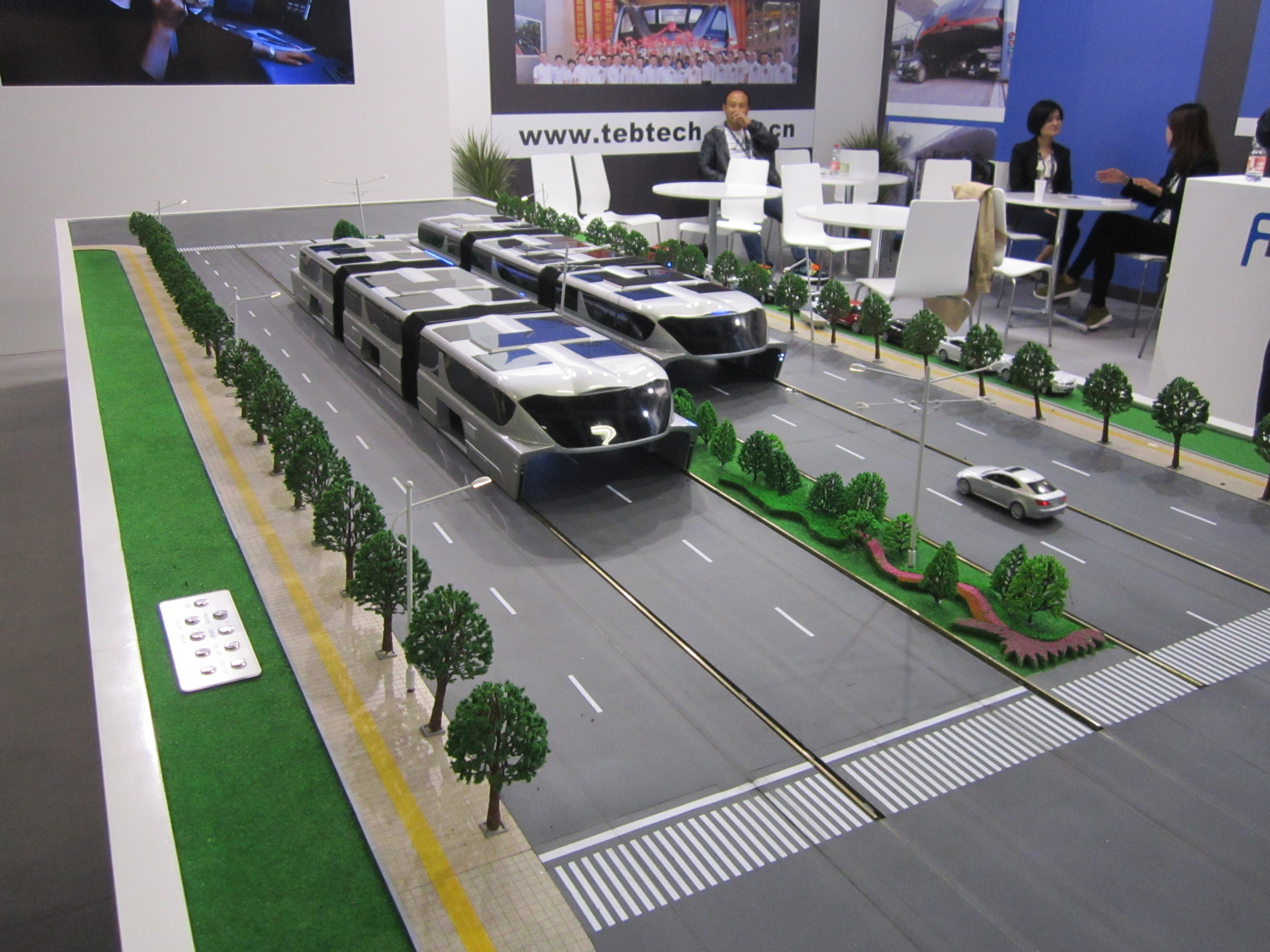
Modell av en gränslebuss på InnoTrans 2016, världens största mässa för spårtrafik, i Messe Berlin.

3D Express Coach (Förenklade kinesiska: 立體快巴, Traditionella kinesiska: 立体快巴, Pinyin: Lìtǐ Kuǎi Bā) (även kallad gränslebuss eller tunnelbuss) är ett fordon- och kollektivtrafikkoncept designat av företaget Hashi Future Parking Equipment Company beläget i Shenzhen, Kina. Den troligen mest iögonfallande skillnaden mellan en gränslebuss och en vanlig buss är att gränslebussens kaross är upphöjd ett par meter ovanför vägbanan. Detta tillåter att övrig trafik kan passera obehindrat under gränslebussen, oavsett om den är i rörelse eller står stilla, till exempel vid en hållplats. Konceptet 3D Express Coach presenterades för första gången under den 13:e Beijing International High-tech Expo i maj 2010, och konstruktionen av den planerades att påbörjas i Mentougou i Peking under senare delen av 2010, men har dock ännu ej skett. Projektet är numera nedlagt.

## Beskrivning
Bussen är tänkt att framföras längs en fast rutt, där den upphöjda kupén spänner sig över två körfält. Dess underrede är placerat utmed de två vägrenarna på ett sådant sätt att den "gränslar" över vägen. Bussens totala höjd är någonstans mellan 4 och 4,5 meter.  Fordon som är lägre än 2 meter kan utan problem passera under bussen, och på detta sätt är det tänkt att minska antalet trafikstockningar som vanliga bussar kan orsaka vid av- och påstigning.
För passagerarna ombord ska resan kännas som på en vanlig dubbeldäckare. Av- och påstigning längs vägen kan ske vid två olika sorters hållplatser. Den första typen av hållplats liknar de som redan finns för upphöjda järnvägar, där plattformen befinner sig i golvhöjd med passagerarkupén. Den andra typen av hållplats befinner sig ovanför bussen, likt en gångbro, där trappor eller hisskorgar sänks ner genom bussens tak. Bussen kommer att drivas med kontaktledningar eller annat specialdesignat elektriskt överföringssystem via taket, kompletterat med fotovoltaiska celler, batterier eller superkondensatorer ombord. Den kommer att färdas i upp till 60 kilometer i timmen. Vissa versioner av bussen kan transportera upp till 1 200 passagerare. De största kommer att vara ledade för att underlätta kurvtagning.
Bussen kommer att ha larm som varnar bilister som befinner sig för nära, och signaler som varnar andra fordon när den är på väg att svänga. De kommer att utrustas med uppblåsbara evakueringskanor liknande de ombord på flygplan.
Tillvalsfunktioner kan omfatta sensorer som förhindrar bussen från att kollidera med personer och objekt, varningsljus och "järnridå" för att hindra fordon över maxhöjd som är på väg att köra in under bussen, ljussignaler under bussen som vidarebefordrar signalen från körriktningsvisaren, och animerade ljusspel som simulerar stillastående objekt under bussen för att förhindra desorientering av de förare som för tillfället befinner sig där.
Youzhou Song, projektets designer, uppskattar att en gränslebuss kan ersätta upp till 40 konventionella bussar, och därmed potentiellt spara upp till 860 ton bränsle samt undvika de 2 640 ton växthusgaser per år som dessa annars skulle ha producerat. 

## Föreslaget försök
Enligt förslaget skulle det kosta runt 500 miljoner yuan att bygga bussen och en 40 kilometer lång styrväg. Det hävdas att detta motsvarar ungefär 10 procent av beloppet som skulle krävas att bygga en tunnelbana av samma längd, och beräknas minska trafikstockningarna med 20 till 30 procent. Företagets styrelseordförande har sagt att allt detta går att bygga på ett år. Bygget av de första 185 kilometerna planerades att påbörjas sent 2010. 
Städerna Shijiazhuang i Hebei och Wuhu i Anhui har ansökt om bidrag för konstruktion av gränslebussystem.
I Kina finns det fyra huvudsakliga typer av kollektivtrafik: tunnelbana, snabbspårväg, stombuss och vanlig buss. Gränslebussen har möjlighet att ersätta stombussarna och därmed förstärka dess fördelar. Det finns två sätt att anpassa vägarna för gränslebussen. Den första metoden går ut på att lägga spårskenor utmed vägen längs bussens planerade rutt. Denna metoden erbjuder ett lägre rullmotstånd och bättre energieffektivitet. Den andra metoden går ut på att måla två vita linjer längs rutten som bussens autopilot kan följa.  Oavsett vilket alternativ som man väljer så kan det ändå bli nödvändigt att vidga vägbanan längs rutten så att den kan rymma både bussens hjul och underrede samt de två körfält med övrig trafik där emellan. Eftersom bussen inte är högre än en långtradare förväntas inte broar bli något problem.

## Prototyp
En prototyp i full storlek har  byggts. Den provkördes på en 300 meter lång specialbyggd vägsträcka 2016 i Qinhuangdao som revs upp året efter. Bolaget som drev projektet har anklagats för bedrägeri av flera investorer och flera bakmän har arresterats. Endast 200 miljoner av de miljarder yuan som investerats har gått till själva projektet.

## Erkännanden
I november 2010 valdes bussen ut av Time Magazine som en av de "50 Best Inventions of the Year 2010".